# Російський для зовнішньої торгівлі банк
Російський для зовнішньої торгівлі банк (рос. «Русский для внешней торговли банк») — спершу четвертий, а пізніше другий за розміром акціонерний банк Російської імперії і найбільший в Україні, заснований 1871 в Петербурзі німецьким консорціумом на чолі з «Deutsche Bank». Банк конкурував із найбільшим банком імперії — Російсько-азіатським банком.
Відігравав вирішальну роль в експорті зерна з України і контролював понад 50 % торгівлі українським цукром. Мав відділи в усіх головних містах України й північно-західній Росії, а також в Константинополі, Генуї, Парижі й Лондоні, хоч керований був весь час з Німеччини і був під впливом братів Ротшильдів. Під час Першої світової війни за допомогою російського уряду контрольний пакет акцій у ньому захопив фінансовий маґнат з України К. Ярошинський. Спершу націоналізований урядом РРФСР 27 грудня 1917 року, а остаточно — урядом УРСР 21 січня 1919 року.

## Історія
Статут банку був затверджений Олександром II 4 (16) червня 1871 року. Основний капітал банку спочатку визначався в 7,5 мільйонів рублів і розподілявся на 30 тисяч акцій по 250 рублів кожна (§ 3). Всі акції були розподілені між засновниками і запрошеними ними іншими акціонерами до затвердження статуту.
Першим головою правління був Е. І. Ламанський. Спочатку статут банку дозволяв мати відділення тільки за кордоном, але в 1893 році банку було дозволено відкривати відділення на території Російської імперії. Перед першою світовою війною ділив з Азовсько-Донським банком 3-4 місця в Росії за обсягом операцій. Найважливіша сфера діяльності — кредитування торгівлі, в тому числі зовнішньої. Фінансував підприємства цукрової промисловості, в фінансуванні інших галузей брав участь у складі банківських груп як молодший партнер. Брав участь в установі Товариства заводів «Сормово», товариства «Двигун», фінансував «Товариство електричного освітлення 1886», патронував товариства Київського машинобудівного заводу, «Електрична сила» та ін., контролював виробництво 20 % цукру.
У 1917 році банк мав 61 відділення в Росії і 3 — за кордоном, за розміром акціонерного капіталу (60 млн руб.) ділив 1-е місце в Російській імперії з Азовсько-Донським і Петроградським міжнародним комерційним банками. В цьому ж році проектувалося злиття з іншими найбільшими банками Росії — Петроградським міжнародним комерційним і Російським торгово-промисловим, злиття не відбулося через революцію.
Разом з іншими приватними банками був ліквідований (націоналізований) приєднанням до Державного банку Російської Республіки декретом ВЦВК від 14 (27) грудня 1917 року. Декретом Раднаркому від 23 січня (5 лютого) 1918 року акціонерний капітал банку, разом з акціонерними капіталами інших приватних банків, був конфіскований на користь Державного банку Російської Республіки. Київське відділення, яке опинилося на території Української Народної Республіки, продовжувало свою діяльність до 1919 року.